# Anna von Brandenburg (1487–1514)

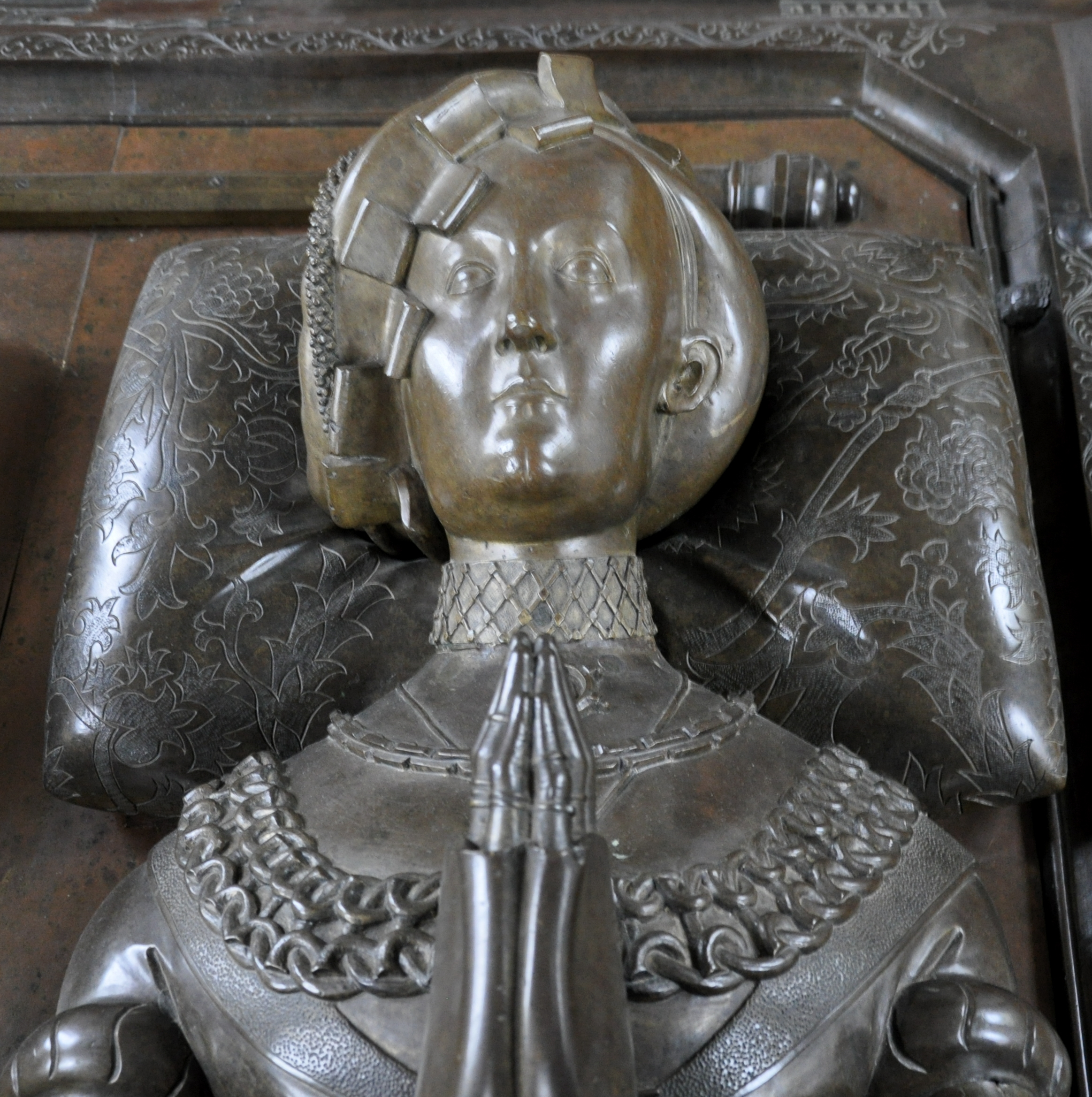
Porträt der Anna von Brandenburg am Kenotaph in der Klosterkirche Bordesholm

Anna von Brandenburg (* 27. August 1487 in Berlin; † 3. Mai 1514 in Kiel) war Prinzessin von Brandenburg und von 1502 bis 1514 als Gemahlin Friedrichs I. Herzogin von Schleswig und Holstein.
Über ihren Sohn Christian III. sind Anna und Friedrich Stammeltern des heutigen dänischen Königshauses.

## Leben

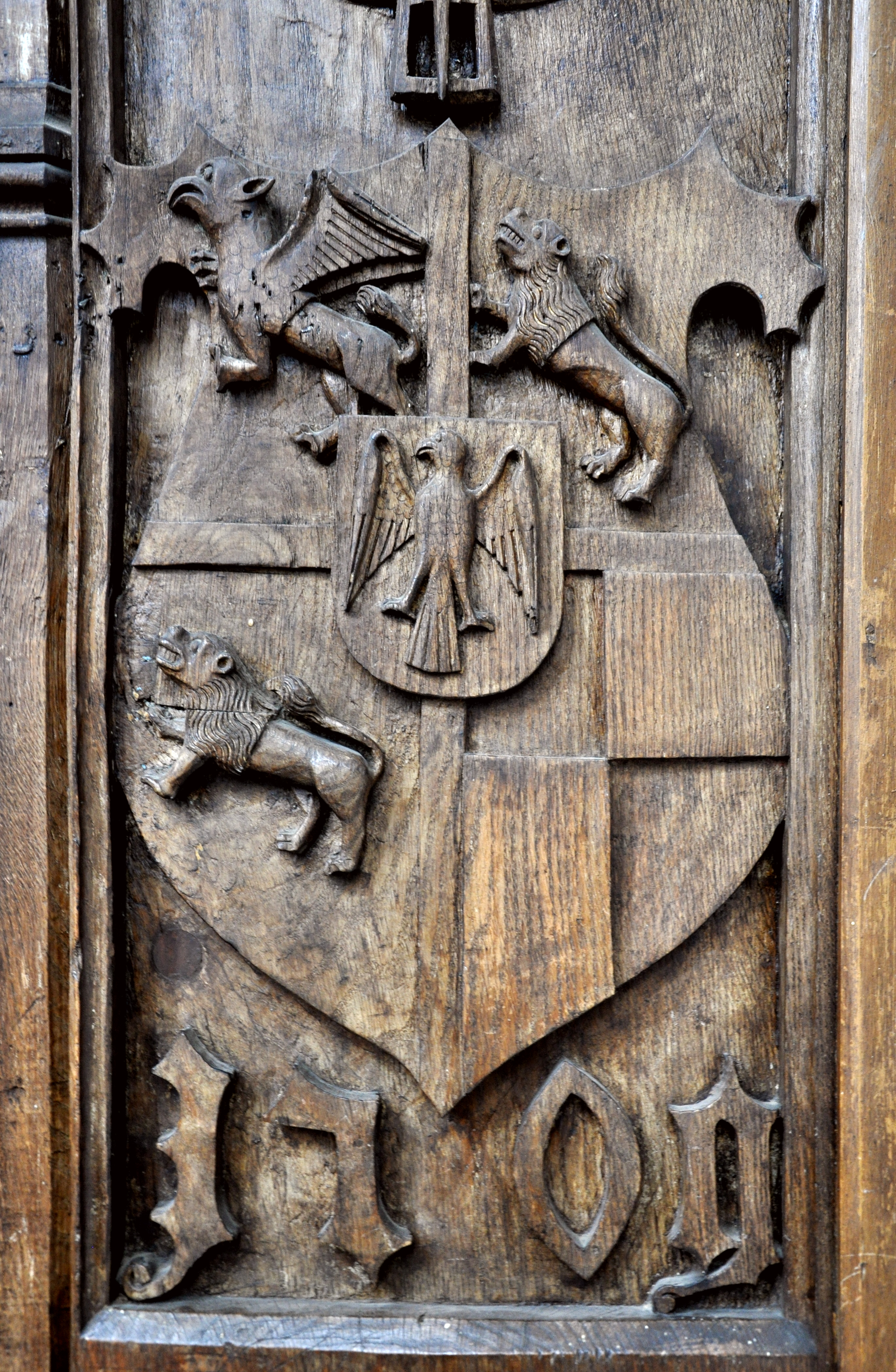
Wappen der Anna von Brandenburg am Chorgestühl der Klosterkirche Bordesholm

Anna war die älteste Tochter des brandenburgischen Kurfürsten Johann Cicero aus dem Adelsgeschlecht der Hohenzollern (1455–1499) und dessen Gemahlin Margarete von Sachsen (1449–1501), Tochter Herzogs Wilhelm III. von Sachsen.
Bereits 1495 hatte ihr Vater für Anna und ihren damals elfjährigen Bruder Joachim Eheverhandlungen mit dem Hause der Jagiellonen aufgenommen. Seine diesbezüglichen Ambitionen zerschlugen sich jedoch. Nach Johann Ciceros Tod 1499 verhandelte dessen Halbbruder Markgraf Friedrich V. von Ansbach-Bayreuth als Vormund und Regent für den unmündigen Kurfürsten Joachim I. für seine Nichte und seinen Neffen mit dem dänischen Königshaus. Er knüpfte damit an eine frühere Verbindung beider Familien an: Seine Tante Dorothea von Brandenburg-Kulmbach war nacheinander Ehefrau der dänischen Könige Christoph III. und Christian I. gewesen und damit Mutter von Annas künftigem Ehemann Friedrich I., Herzog von Schleswig und Holstein und seit 1523 (nach Annas Tod) dänischer und norwegischer König, sowie die Großmutter von Joachims künftiger Braut. 1500 wurde der Ehevertrag geschlossen. Die Hochzeit wurde auf Annas 14. Geburtstag festgelegt. Zuvor musste noch ein päpstlicher Dispens wegen der zu nahen Verwandtschaft der Brautpaare eingeholt werden. Der Tod von Annas Mutter am 13. Juli 1501 verzögerte die Eheschließung um mehrere Monate.
Am 10. April 1502 heiratete Anna in Stendal den sechzehn Jahre älteren Friedrich, den vierten Sohn des Königs Christian I. und der Dorothea von Brandenburg. Die Trauung wurde durch Henning von Pogwisch, Bischof von Schleswig vollzogen; als Leibgedinge wurden Anna Amt, Stadt und Schloss Kiel zugesprochen. Am gleichen Tag verehelichte sich auch Annas Bruder Joachim im Rahmen dieser, für damalige Verhältnisse sehr aufwändig gefeierten, Doppelhochzeit mit Prinzessin Elisabeth, Tochter des dänischen Königs Johann. Die finanzielle Realisierung des Ehevertrags oblag dem Lübecker Kaufmann Mathias Mulich. Dass die Mitgift pünktlich ausgezahlt wurde, galt als rühmliche Ausnahme.
Mit ihrem Ehemann, der sie seine „Teltower Rübe“ nannte, residierte Anna auf Schloss Gottorf, wo sich Friedrich schon bald nach der Hochzeit einem Bauernmädchen zuwandte. Sie begleitete ihren Mann mehrfach auf seinen Reisen und war als leutselige Landesmutter sehr beliebt.
Zwei Geburten im Alter von noch nicht ganz 16 bzw. 17 Jahren schwächten die junge Herzogin.
Mit 22 Jahren erkrankte sie an Tuberkulose; sie starb am 3. Mai 1514 im Alter von 26 Jahren, in der 28. Woche schwanger, und wurde in der Klosterkirche des Klosters Bordesholm in Bordesholm beigesetzt, die ihr Ehemann zu ihrer (und ursprünglich auch zu seiner) Grablege bestimmt hatte. Damit wurde zum ersten Mal in Nordeuropa eine Klosterkirche zur Grablege einer Herrscherfamilie. Auch sonst war das Herzogspaar Bordesholm sehr zugetan und stiftete der Kirche 1509 das Chorgestühl und 1514 den Brüggemann-Altar.

## Ehe und Nachkommen
Anna heiratete am 10. April 1502 Friedrich, Herzog von Schleswig und Holstein; aus der Ehe gingen zwei Kinder hervor:
- Christian III. (1503–1559), König von Dänemark und Norwegen

⚭ 1525 Prinzessin Dorothea von Sachsen-Lauenburg-Ratzeburg (1511–1571)
- Dorothea (1504–1547)

⚭ 1526 Albrecht von Brandenburg-Ansbach (1490–1568), Herzog von Preußen

## Grabmal
Das Grabmal des Paares, das schon zu Annas Lebzeiten in Auftrag gegeben worden war, ein bronzenes Kenotaph (= Leergrab), zählt zu den bedeutenden spätgotischen Grabmalen. Das Kenotaph ist ein Aufbau über dem eigentlichen Grab im Gewölbe unter der Kirche. 1903 auf Kaiser Wilhelms II. Veranlassung zwischen dem Chorgestühl aufgestellt, befindet er sich seit 2000 wieder an seinem ursprünglichen Platz. Das herzogliche Paar ist als Liegefiguren bereits im Renaissancestil auf der Deckplatte dargestellt, während die restliche Gestaltung noch spätgotisch ist.

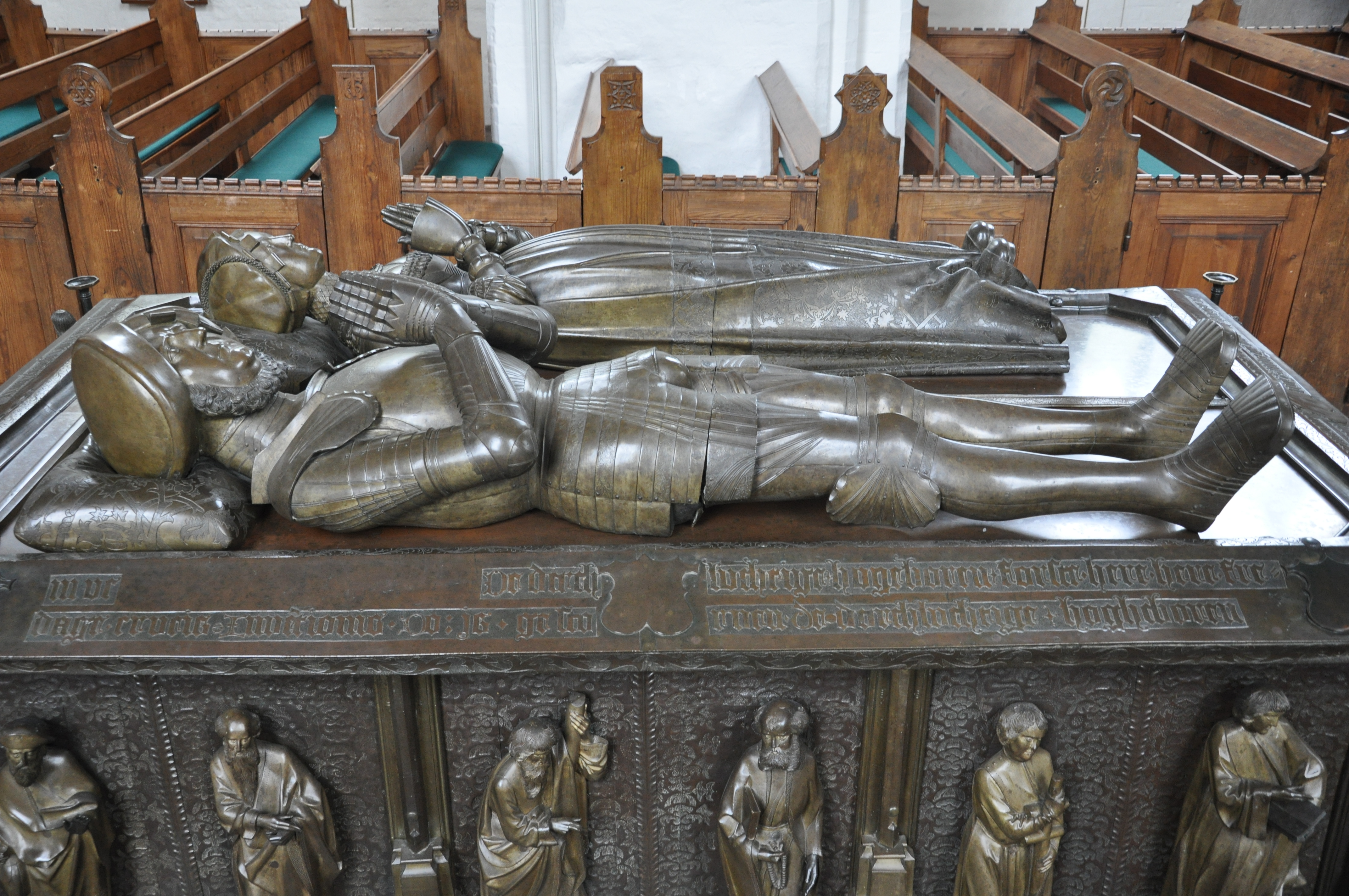
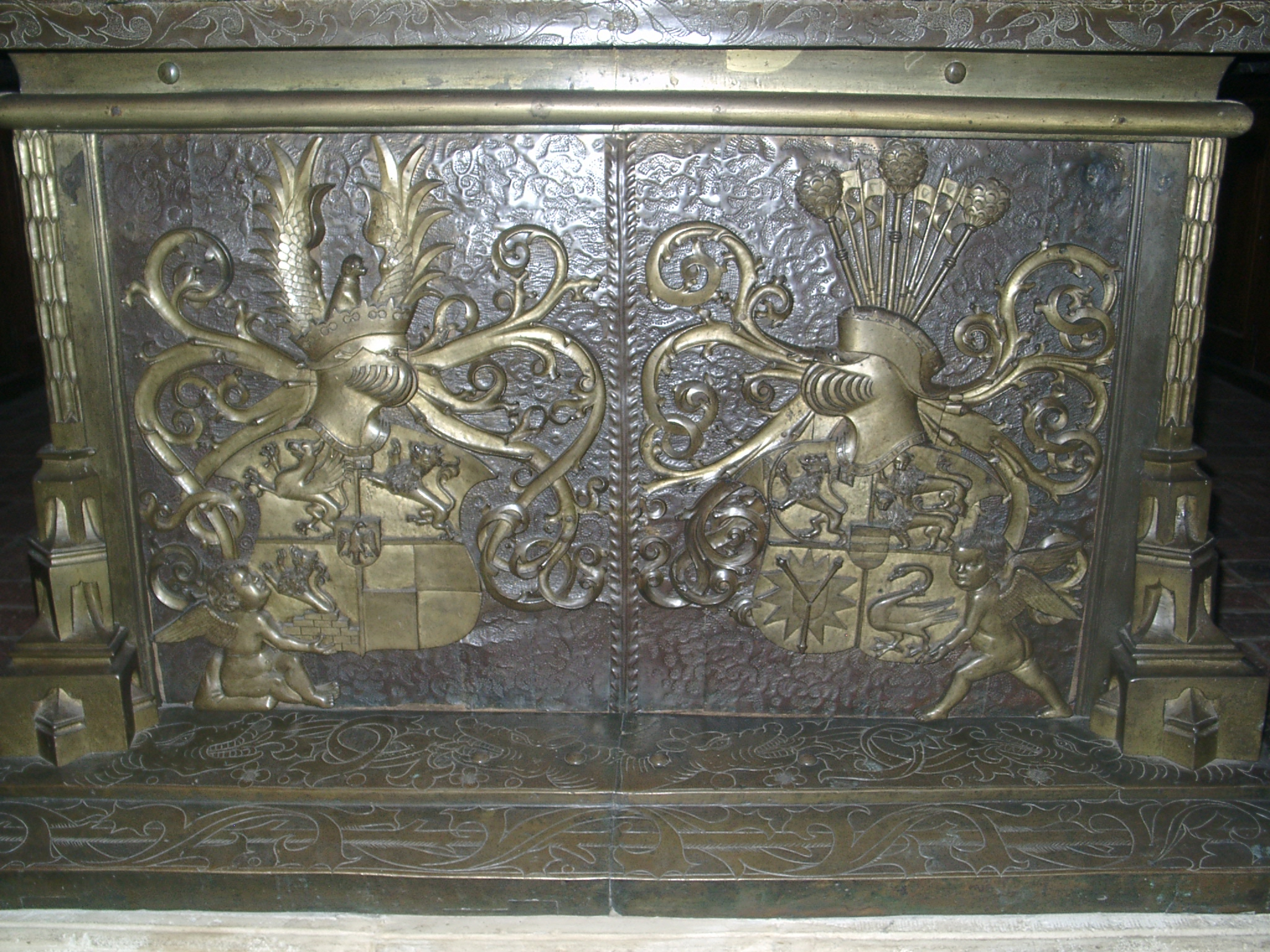
Friedrichs und Annas Wappen an der Stirnseite
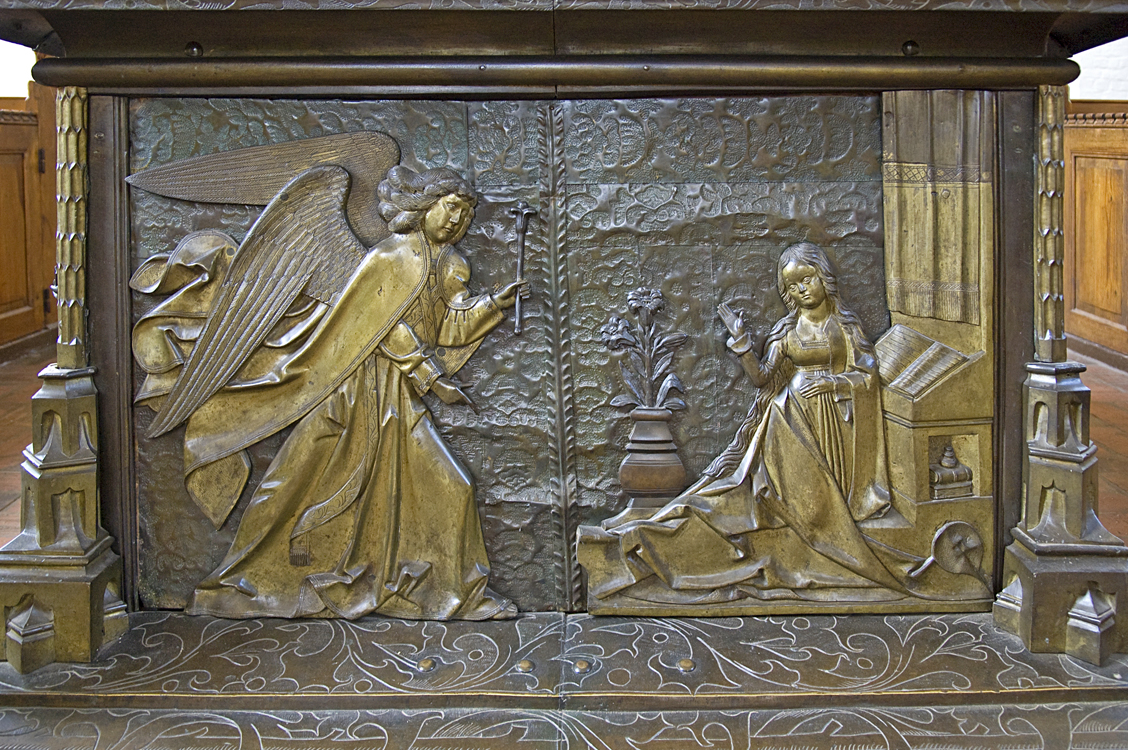
Verkündigungsszene am Fußende
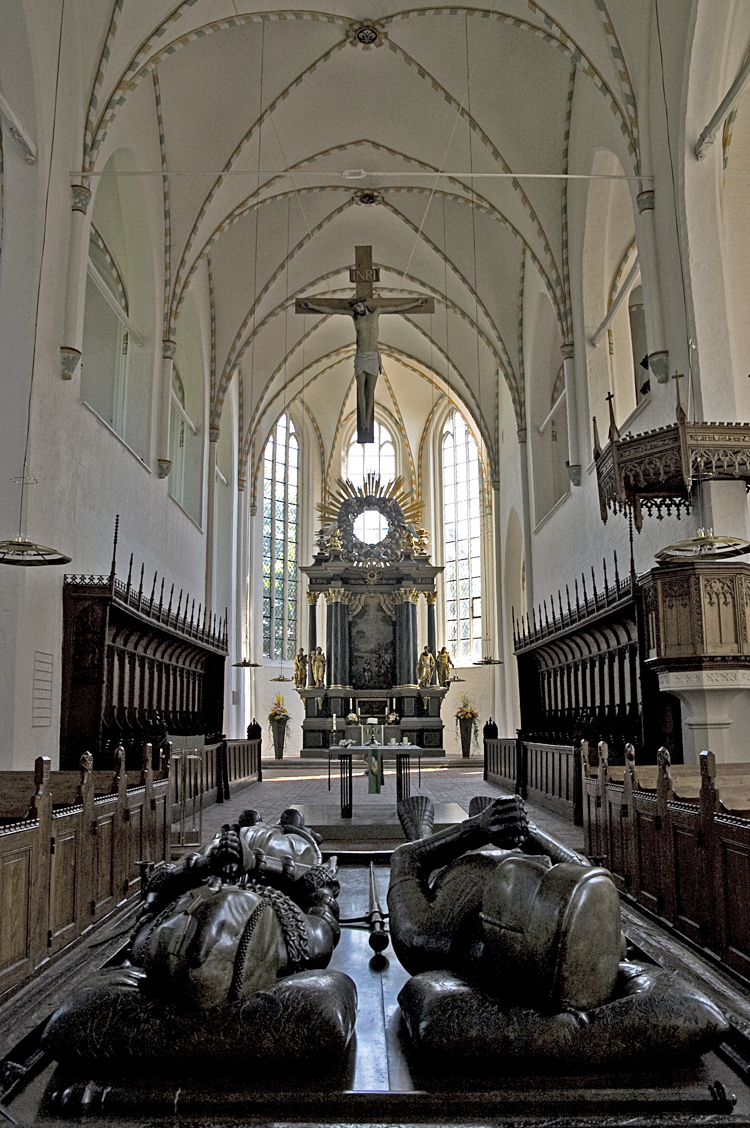
Lage des Kenotaphs im Kirchenschiff